# Balast (material de construcție)

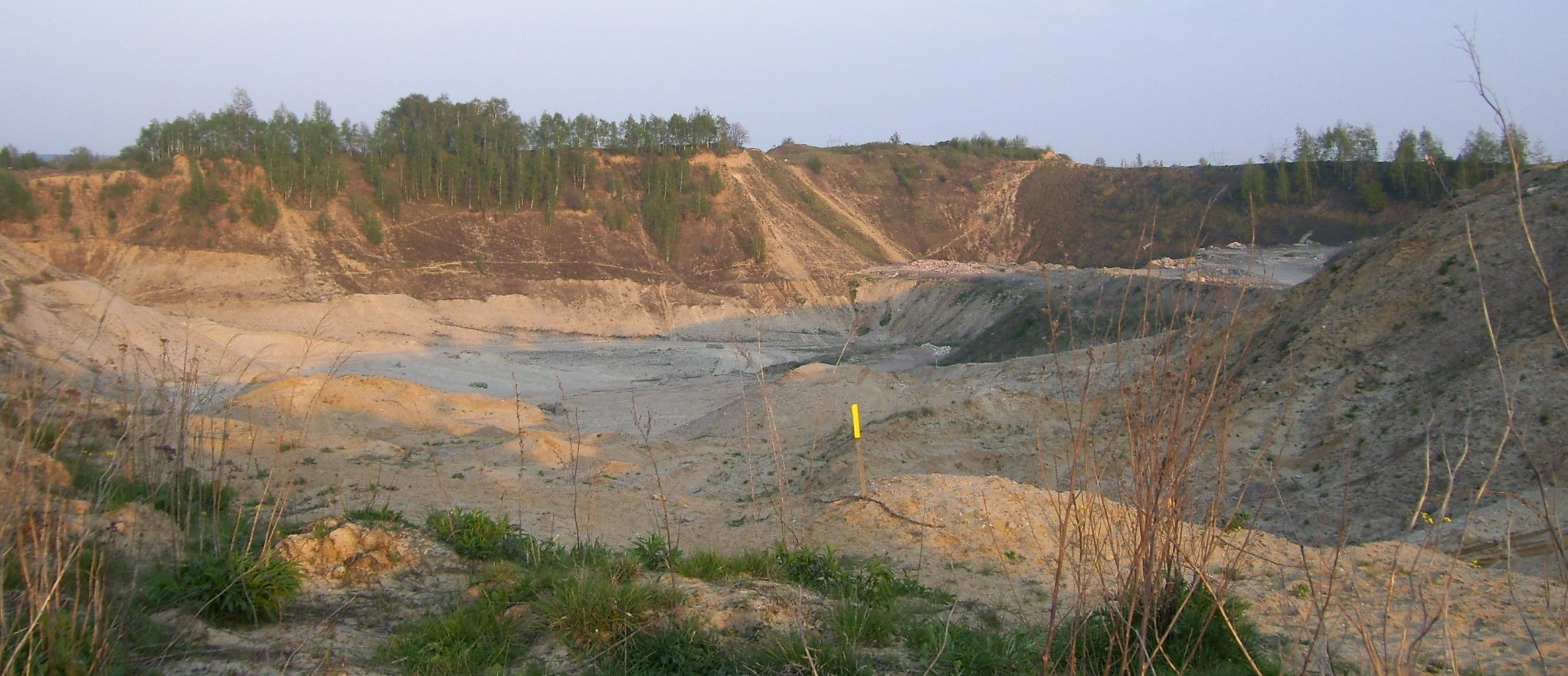
Carieră de extragere a balastului

Balastul este un amestec de pietriș sau de pietriș cu nisip, de obicei de natură sedimentară utilizat în construcții pentru umplutură sau ca agregat pentru betoane.
O carieră de extragere a balastului, dotată uneori și cu instalații de prelucrare prin spălare și sortare, poartă denumirea de balastieră.